# Archimbald VIII van Bourbon
Archimbald VIII van Bourbon bijgenaamd de Grote (circa 1197 - Taillebourg, 21 juli 1242) was van 1228 tot aan zijn dood heer van Bourbon.

## Levensloop
Archimbald VIII was de tweede zoon van heer Gwijde II van Dampierre en vrouwe Mathilde I van Bourbon. Na de dood van zijn moeder in 1228 volgde hij haar op als heer van Bourbon.
Na de dood van zijn vader in 1216 kreeg Archimbald van koning Filips II van Frankrijk het grootste deel van Auvergne toegewezen. Auvergne was in 1213 koninklijk domein geworden nadat Filips II de provincie grotendeels had geconfisqueerd van graaf Gwijde II van Auvergne.
Rond 1205 huwde Archimbald met Alix, dochter van graaf Gwijde III van Forez. Ze kregen drie kinderen:
- Beatrix (1210-1274), huwde met heer Béraud VIII van Mercœeur
- Margaretha (1211-1256), huwde in 1232 met koning Theobald I van Navarra
- Archimbald IX (1212-1249), heer van Bourbon

Tussen 1212 en 1215 liet Archimbald zich van zijn eerste echtgenote scheiden, waarna hij rond 1215 hertrouwde met Beatrix van Montluçon. Ze kregen een dochter:
- Maria (1220-1274), huwde in 1240 met graaf Jan I van Dreux

In 1242 sneuvelde Archimbald VIII in de slag bij Taillebourg.